# Cherax holthuisi
Espèce
Synonymes
- Cherax (Cherax) holthuisi Lukhaup & Pekny, 2006[1]

Statut de conservation UICN

 DD  : Données insuffisantes
Cherax holthuisi est une espèce d'écrevisses de la famille des Parastacidae et qui est endémique de la péninsule de Doberai en Nouvelle-Guinée.

## Systématique
L'espèce Cherax holthuisi a été décrite en 2006 par Christian Lukhaup (d) et Reinhard Pekny (d) sous le protonyme de Cherax (Cherax) holthuisi.

## Description
Dans leur étude, les auteurs indiquent que la plus grande femelle en leur possession mesure 85,2 mm de longueur totale, et le plus grand mâle, 92,9 mm. Cette espèce présente une teinte générale variant du rosâtre à l'orangé, voire au jaune pâle.

## Étymologie
Son épithète spécifique, holthuisi, lui a été donnée en l'honneur du carcinologiste néerlandais Lipke Bijdeley Holthuis (1921-2008), en reconnaissance de son important travail sur les écrevisses du genre Cherax.

## Publication originale
- (en) C. Lukhaup et R. Pekny, « Cherax (Cherax) holthuisi, a new species of crayfish (Crustacea: Decapoda: Parastacidae) from the centre of the Vogelkop Peninsula in Irian Jaya (West New Guinea), Indonesia », Zoologische Mededelingen, NBC, vol. 80, no 1,‎ 2006, p. 101-107 (ISSN 0024-0672 et 1876-2174, OCLC 212304577, lire en ligne).